# Добротимофіївка
Добротимофі́ївка — село в Україні, у Добровеличківській селищній громаді Новоукраїнського району Кіровоградської області. Населення становить 40 осіб. Орган місцевого самоврядування — Добровеличківська селищна рада.

## Населення
Згідно з переписом УРСР 1989 року чисельність наявного населення села становила 62 особи, з яких 25 чоловіків та 37 жінок.
За переписом населення України 2001 року в селі мешкало 40 осіб. 100 % населення вказало своєю рідною мовою українську мову.